# Ali Fadavi
Ali Fadavi (persan : علی فدوی), né le 13 mars 1961 à Ardestan, est un commandant iranien et ancien commandant de la marine du Corps des Gardiens de la révolution islamique.
Le 23 août 2018, l’Ayatollah Seyyed Ali Khamenei, qui est également le commandant en chef des forces armées iraniennes, a nommé au poste de commandant adjoint du CGRI le général Fadavi, qui en était auparavant le commandant de la marine avant d’en devenir le coordinateur adjoint. Le passage du général Fadavi aux commandes des forces navales du CGRI a été marqué par plusieurs face-à-face entre l’Iran et les États-Unis, dont le plus important a eu lieu en janvier 2016 lorsque la marine du CGRI a arrêté deux bateaux de la marine américaine, avec à leur bord dix marins qui s’étaient infiltrés dans les eaux territoriales de l’Iran. En février 2016, Fadavi ainsi que quatre autres commandants du CGRI s’étaient vu décerner la médaille Fath pour avoir arrêté des marins de l’US Navy s’étant infiltrés dans les eaux territoriales iraniennes, dans le golfe Persique.